# Sjúrður Skaale
Sjúrður Skaale, né le 8 mars 1967 à Tórshavn (Îles Féroé, Danemark), est un homme politique féroïen, membre du Parti social-démocrate.

## Biographie
Sjúrður Skaale suit des études d'espagnol à l'université de Copenhague de 1990 à 1991, puis des études de sciences politiques à l'université de Copenhague et à l'université complutense de Madrid de 1992 à 1997. Pendant ses études, il travaille également comme journaliste pour un journal féroïen. Après ses études, il travaille brièvement comme journaliste pour une chaîne de télévision féroïenne, avant de devenir conseiller gouvernemental. En 2001, il devient secrétaire du groupe nord-atlantique, le rassemblement de trois députés du Groenland et des Îles Féroé au Folketing formé après les élections législatives de 2001. Il quitte ce rôle en 2005.
Il est d'abord engagé au sein du parti de gauche indépendantiste République pour lequel il est candidat aux élections législatives de 2005 et de élections législatives de 2007 sans décrocher de siège, mais en devenant toutefois suppléant pour le député Høgni Hoydal,. À ce titre, il est membre temporaire du Folketing de février à septembre 2008 quand Hoydal se met en congé de son mandat pour occuper des responsabilités ministérielles aux Féroé.
Il se présente de nouveau aux élections législatives de septembre 2011, cette fois-ci sous les couleurs du Parti social-démocrate. Ce dernier remporte de justesse la deuxième place, lui permettant de remporter le siège de député alors détenu par Høgni Hoydal, et Skaale devient député de plein exercice. Il prend alors la présidence de la commission parlementaire sur les Îles Féroé.
Il est réélu pour un second mandat lors des élections législatives de juin 2015, à l'issue desquelles il conserve la présidence de la commission sur les Îles Féroé (qu'il quitte en 2017), et devient également le président du groupe de travail sur l'Arctique.
Il est réélu pour un troisième mandat lors des élections législatives de juin 2015, puis pour un quatrième lors des élections législatives du 1er novembre 2022.
En 2024, il retrouve la présidence de la commission parlementaire sur les Îles Féroé, succédant à Anna Falkenberg, l'autre députée féroïenne.